# کیارا واردلی
کیارا واردلی (انگلیسی: Keyara Wardley؛ زادهٔ ۲۷ ژانویهٔ ۲۰۰۰) بازیکن زن راگبی ۷ نفره اهل کانادا است.
وی در مسابقات کشوری و بین‌المللی در مجموع برندهٔ ۱ مدال نقره، ۱ مدال برنز شده است.